# Micraeschus croceicincta
Micraeschus croceicincta är en fjärilsart som beskrevs av George Francis Hampson 1903. Micraeschus croceicincta ingår i släktet Micraeschus och familjen nattflyn. Inga underarter finns listade i Catalogue of Life.